# Luksika Kumkhumová
Luksika Kumkhumová (thajsky ลักษิกา คำขำ, RTGS: Laksika Khamkham, * 21. července 1993 Chantaburi) je thajská profesionální tenistka. Ve své dosavadní kariéře na okruhu WTA Tour nevyhrála žádný turnaj. V sérii WTA 125 vybojovala dvě singlové trofeje. V rámci okruhu ITF získala osmnáct titulů ve dvouhře a sedmnáct ve čtyřhře.
Na žebříčku WTA byla ve dvouhře nejvýše klasifikována v listopadu 2018 na 66. místě a ve čtyřhře v červenci téhož roku na 86. místě. Trénuje ji otec Lersak Kumkhum.
V thajském týmu Billie Jean King Cupu debutovala v roce 2013 astanským základním blokem 1. skupiny asijsko-oceánské zóny proti Kazachstánu a Indii. V první dvouhře porazila Kazachstánku Švedovovou a Indce Shroffové následně uštědřila dva „kanáry“. Do listopadu 2023 v soutěži nastoupila k dvaceti pěti mezistátním utkáním s bilancí 13–7 ve dvouhře a 8–3 ve čtyřhře.
Na Asijských hrách 2014 v Inčchonu vybojovala s Tamarine Tanasugarnovou zlatou medaili ve čtyřhře a stříbro ve dvouhře po porážce od Wang Čchiang. Druhý stříbrný kov přidala na Asijských hrách 2018 v Palembangu ze smíšené soutěže, v níž startovala se Sončatem Ratiwatanou.

## Tenisová kariéra
V juniorském tenise si po boku Kanaďanky Eugenie Bouchardové zahrála semifinále čtyřhry Australian Open 2010, v němž podlehly pozdějším slovenským šampionkám Janě Čepelové a Chantal Škamlové. 
První dvě hlavní soutěže na okruhu WTA Tour odehrála na kantonském Guangzhou International Women's Open 2012 a ósackém HP Open 2012, vždy po postupu z kvalifikace. Na prvním z nich podlehla Tuan Jing-jing a na druhém Mirjaně Lučićové. Do čtvrtfinále se premiérově probojovala na Malaysian Open 2013 v Kuala Lumpuru přes Olivii Rogowskou a sedmou nasazenou Eleni Daniilidouovou. V závěru listopadu 2013 pak poprvé pronikla do elitní světové stovky, když se na žebříčku WTA posunula ze 107. na 87. místo. Semifinálovou fázi si prvně zahrála na ósackém Japan Women's Open 2014, po výhře nad druhou nasazenou Američankou Madison Keysovou. Mezi poslední čtveřicí nenašla recept na Kazachstánku Zarinu Dijasovou.
Na ženském grandslamu debutovala dvouhrou Australian Open 2013, kde jako postupující kvalifikantka na úvod porazila Švédku Sofií Arvidssonovou. Poté však získala jen tři gamy s Američankou Jamie Hamptonovou. V prvním kole dvouhry Australian Open 2014 se poprvé v kariéře střetla s členkou elitní světové desítky, šestou v pořadí Petrou Kvitovou. Jako hráčka deváté desítky Češku zdolala ve třech setech, než ji vyřadila Němka Mona Barthelová.
Premiérové finále na okruhu WTA Tour odehrála v soulské čtyřhře Korea Open 2017, v níž startovala s krajankou Peangtarn Plipuečovou. V závěrečném duelu nenašly recept na turnajové jedničky Kiki Bertensovou s Larssonovou. Do třetího kola grandslamu se premiérově probojovala z pozice kvalifikantky na Australian Open 2018 přes Švédku Johannu Larssonovou a Švýcarku Belindu Bencicovou. Do osmifinále ji nepustila Petra Martićová, která o postupu rozhodla až v závěru třetí sady.

## Finále na okruhu WTA Tour

### Čtyřhra: 2 (0–2)
| Legenda                                      |
| -------------------------------------------- |
| D – dvouhra; Č – čtyřhra                     |
| Grand Slam (0)                               |
| Turnaj mistryň (0)                           |
| Premier Mandatory & Premier 5 / WTA 1000 (0) |
| Premier / WTA 500 (0)                        |
| International / WTA 250 (0–2)                |

| Stav       | č. | datum         | turnaj            | povrch | spoluhráčka          | soupeřky ve finále                      | výsledek |
| ---------- | -- | ------------- | ----------------- | ------ | -------------------- | --------------------------------------- | -------- |
| Finalistka | 1. | 24. září 2017 | Soul, Jižní Korea | tvrdý  | Peangtarn Plipuečová | Kiki Bertensová Johanna Larssonová      | 4–6, 1–6 |
| Finalistka | 2. | říjen 2023    | Soul, Jižní Korea | tvrdý  | Peangtarn Plipuečová | Marie Bouzková Bethanie Mattek-Sandsová | 2–6, 1–6 |

## Finále série WTA 125
| Legenda                  |
| ------------------------ |
| D – dvouhra; Č – čtyřhra |
| WTA 125 (2–0 D; 0–0 Č)   |

### Dvouhra: 2 (2–0)
| Stav    | č. | datum         | turnaj               | povrch      | soupeřka ve finále | výsledek      |
| ------- | -- | ------------- | -------------------- | ----------- | ------------------ | ------------- |
| Vítězka | 1. | listopad 2018 | Bombaj, Indie        | tvrdý       | Irina Chromačovová | 1–6, 6–2, 6–3 |
| Vítězka | 2. | listopad 2018 | Tchaj-pej, Tchaj-wan | koberec (h) | Sabine Lisická     | 6–1, 6–3      |

## Tituly na okruhu ITF
| Dotace turnajů okruhu ITF | Dotace turnajů okruhu ITF |
| ------------------------- | ------------------------- |
| 100 000 $ tournaments     | 75 000 $ tournaments      |
| 60 000 $ tournaments      | 50 000 $ tournaments      |
| 25 000 $ tournaments      | 15 000 $ tournaments      |
| 10 000 $ tournaments      |                           |

### Dvouhra (18 titulů)
| Č.  | datum         | turnaj              | povrch      | poražená finalistka   | výsledek         |
| --- | ------------- | ------------------- | ----------- | --------------------- | ---------------- |
| 1.  | říjen 2010    | Pattaya, Thajsko    | tvrdý       | Emma Floodová         | 6–4, 6–3         |
| 2.  | květen 2011   | Bangkok, Thajsko    | tvrdý       | Aju Fani Damajantiová | 6–2, 6–2         |
| 3.  | květen 2011   | Bangkok, Thajsko    | tvrdý       | Peangtarn Plipuečová  | 6–1, 6–0         |
| 4.  | červen 2011   | Pattaya, Thajsko    | tvrdý       | Liang Čchen           | 6–3, 6–4         |
| 5.  | listopad 2011 | Kuching, Malajsie   | tvrdý       | Nungnadda Wannasuková | 7–6(3), 6–3      |
| 6.  | listopad 2011 | Manila, Filipíny    | tvrdý       | Čao I-ťing            | 4–6, 6–4, 6–2    |
| 7.  | červenec 2012 | Pattaya, Thajsko    | tvrdý       | Nungnadda Wannasuková | 6–2, 6–2         |
| 8.  | červenec 2012 | Astana, Kazachstán  | tvrdý       | Nudnida Luangnamová   | 3–6, 6–3, 6–3    |
| 9.  | duben 2013    | Phuket, Thajsko     | tvrdý       | Lisa Whybournová      | 6–0, 7–5         |
| 10. | listopad 2013 | Tojota, Japonsko    | koberec (h) | Hiroko Kuwatová       | 3–6, 6–1, 6–3    |
| 11. | květen 2015   | Sü-čou, Čína        | tvrdý       | Čang Kchaj-čen        | 1–6, 7–5, 6–1    |
| 12. | červenec 2017 | Hua Hin, Thajsko    | tvrdý       | Alisa Klejbanovová    | 7–5, 6–7(4), 6–3 |
| 13. | srpen 2017    | Nonthaburi, Thajsko | tvrdý       | Jüan Jüe              | 7–5, 6–2         |
| 14. | duben 2018    | Kófu, Japonsko      | tvrdý       | Bianca Andreescuová   | 6–3, 6–3         |
| 15. | duben 2018    | Kašiwa, Japonsko    | tvrdý       | Bianca Andreescuová   | 6–3, 7–6(4)      |
| 16. | říjen 2021    | Monastir, Tunisko   | tvrdý       | Jennifer Luikhamová   | 6–2, 6–2         |
| 17. | duben 2022    | Čiang Rai, Thajsko  | tvrdý       | Peangtarn Plipuečová  | 6–3, 6–3         |
| 18. | duben 2022    | Čiang Rai, Thajsko  | tvrdý       | Talia Gibsonová       | 6–0, 6–1         |

### Čtyřhra (17 titulů)
| Č.  | datum         | turnaj                         | povrch | spoluhráčka              | poražené finalistky                    | výsledek            |
| --- | ------------- | ------------------------------ | ------ | ------------------------ | -------------------------------------- | ------------------- |
| 1.  | říjen 2010    | Khon Kaen, Thajsko             | tvrdý  | Varatčaja Vongteančajová | Huỳnh Phương Đài Trangová Maja Katóová | 6–4, 7–5            |
| 2.  | listopad 2010 | Manila, Filipíny               | tvrdý  | Peangtarn Plipuečocá     | Ivana Kingová Jasmin Schnacková        | 6–4, 7–5            |
| 3.  | prosinec 2010 | Bengalúr, Indie                | tvrdý  | Nungnadda Wannasuková    | Čchen I Kumiko Iidžimová               | 7–6(7), 5–7, [10–8] |
| 4.  | listopad 2011 | Kuching, Malajsie              | tvrdý  | Nungnadda Wannasuková    | Lu Ťia-siang Lu Ťing-ťing              | 6–4, 6–3            |
| 5.  | listopad 2011 | Manila, Filipíny               | tvrdý  | Peangtarn Plipuečová     | Čao I-ťing Čeng Ťün-i                  | 6–3, 6–0            |
| 6.  | červenec 2012 | Astana, Kazachstán             | tvrdý  | Varatčaja Vongteančajová | Veronika Kapšajová Jekatěrina Jašinová | 6–2, 6–4            |
| 7.  | září 2012     | Cukuba, Japonsko               | tvrdý  | Varatčaja Vongteančajová | Jurina Košinová Mari Tanaková          | 6–2, 6–2            |
| 8.  | květen 2013   | Gifu, Japonsko                 | tvrdý  | Erika Semaová            | Nao Hibinová Riko Sawajanagiová        | 6–4, 6–3            |
| 9.  | duben 2017    | Kófu, Japonsko                 | tvrdý  | Han Na-re                | Erina Hajašiová Robu Kadžitaniová      | 6–3, 6–0            |
| 10. | červenec 2017 | Hua Hin, Thajsko               | tvrdý  | Xenija Palkinová         | Naiktha Bainsová Karin Kennelová       | 6–3, 2–6, [14–12]   |
| 11. | březen 2018   | Kófu, Japonsko                 | tvrdý  | Kao Sin-jü               | Erina Hajašiová Momoko Koboriová       | 6–0, 2–6, [10–4]    |
| 12. | červen 2018   | Manchester, Spojené království | tráva  | Prarthana Thombareová    | Naomi Broadyová Asia Muhammadová       | 7–6(5), 6–3         |
| 13. | říjen 2021    | Monastir, Tunisko              | tvrdý  | Nacuho Arakawová         | Mana Ajukawová Tamira Paszeková        | 6–4, 6–2            |
| 14. | červen 2022   | Čiang Rai, Thajsko             | tvrdý  | Momoko Koboriová         | Misaki Macudová Naho Satóová           | 6–3, 6–3            |
| 15. | září 2022     | Darwin, Austrálie              | tvrdý  | Momoko Koboriová         | Jui Čikaraišiová Nanari Kacumiová      | 6–2, 7–6(3)         |
| 16. | květen 2023   | Kojang, Jižní Korea            | tvrdý  | Punnin Kovapituktedová   | Kuo Chan-jü Tchang Čchien-chuej        | 6–3, 6–1, [10–6]    |
| 17. | červen 2023   | Tokio, Japonsko                | tvrdý  | Kanako Morisakiová       | Talia Gibsonová Natsumi Kawagučiová    | 1–6, 6–2, [10–3]    |